# Errol Spence Jr.
Errol Spence Jr., né le 3 mars 1990 à Long Island (État de New York), est un boxeur américain. 
En tant qu'amateur dans la catégorie des poids welters, Spence Jr. remporte trois championnats nationaux consécutifs et représente les États-Unis aux Jeux olympiques de Londres en 2012 lors desquels il s'incline en quart de finale. 
Surnommé The Truth, il devient champion incontesté des poids welters en remportant les ceintures de l'International Boxing Federation (IBF) le 27 mai 2017, de la World Boxing Council (WBC) le 28 septembre 2019 et de la World Boxing Association (WBA) en 16 avril 2022. Au mois de mai 2022, il est classé meilleur boxeur actif au monde pound for pound par ESPN, quatrième par le magazine The Ring, la Boxing Writers Association of America (BWAA) et le Transnational Boxing Rankings Board (TBRB), et cinquième par BoxRec. Son ratio KO/victoire est alors de 78%.
Le 29 juillet 2023, lors d'un combat pour toutes les ceintures des poids welters, Errol Spence Jr. s'incline par arrêt de l'arbitre dans la neuvième reprise face à son compatriote Terence Crawford.

## Carrière professionnelle
Le 9 novembre 2012, Errol Spence Jr. affronte le Portoricain Jonathan García à Indio, en Californie, et remporte le combat par KO. Le 15 décembre 2012, il affronte l'Américain Richard Andrews à Los Angeles, en Californie, et remporte le combat par KO technique. Le 26 janvier 2013, il affronte l'Américain Nathan Butcher à Paradise, dans le Nevada, et remporte le combat par KO technique. Le 2 mars 2013, il affronte l'Américain Luis Torres à San Antonio, au Texas, et remporte le combat par décision unanime. Le 3 mai 2013, il affronte l'Américain Brandon Hoskins à Paradise, dans le Nevada, et remporte le combat par KO technique. Le 1er juin 2013, il affronte le Mexicain Guillermo Ibarra à Sunrise, en Floride, et remporte le combat par KO. Le 20 juillet 2013, il affronte l'Américain Eddie Cordova à Indio, en Californie, et remporte le combat par KO. Le 12 septembre 2013, il affronte l'Américain Jesus Tavera à Paradise, dans le Nevada, et remporte le combat par KO technique. Le 14 octobre 2013, il affronte le Ghanéen Emmanuel Lartie Lartey à Sunrise, en Floride, et remporte le combat par décision unanime. Le 13 décembre 2013, il affronte le Mexicain Gerardo Cuevas à Indio, en Californie, et remporte le combat par abandon.
Le 10 février 2014, il affronte le Kényan Peter Olouch à San Antonio, au Texas, et remporte le combat par KO. Le 18 avril 2014, il affronte l'Américain Raymond Charles à San Antonio, au Texas, et remporte le combat par KO technique. Le 27 juin 2014, il affronte le Portoricain Ronald Cruz à Paradise, dans le Nevada, et remporte le combat par décision unanime. Le 11 septembre 2014, il affronte le Mexicain Noe Bolanos à Paradise, dans le Nevada, et remporte le combat par abandon. Le 13 décembre 2014, il affronte le Mexicain Francisco Javier Castro à Paradise, dans le Nevada, et remporte le combat par KO technique. Le 11 avril 2015, il affronte le Colombien Samuel Vargas à New York, dans l'État de New York, et remporte le combat par KO technique. Le 20 juin 2015, il affronte le Canadien Phil Lo Greco à Paradise, dans le Nevada, et remporte le combat par KO technique. Le 11 septembre 2015, il affronte le Sud-Africain Chris van Heerden à Toronto, en Ontario, et remporte le combat par KO technique. Le 28 novembre 2015, il affronte le Mexicain Alejandro Barrera à Dallas, au Texas, et remporte le combat par KO technique.
Le 16 avril 2016, il affronte l'Américain Chris Algieri à New York, dans l'État de New York, et remporte le combat par KO technique. Le 21 août 2016, il affronte l'Italien Leonard Bundu à New York, dans l'État de New York, et remporte le combat par KO. Le 27 mai 2017, il affronte le Britannique Kell Brook à Sheffield, en Angleterre, et remporte le combat par KO. Le 20 janvier 2018, il affronte l'Américain Lamont Peterson à New York, dans l'État de New York, et remporte le combat par abandon. Le 16 juin 2018, il affronte le Mexicain Carlos Ocampo à Frisco, au Texas, et remporte le combat par KO,. Le 16 mars 2019, il affronte l'Américain Mikey García à Arlington, au Texas, et remporte le combat par décision unanime,. Le 28 septembre 2019, il affronte l'Américain Shawn Porter à Los Angeles, en Californie, et remporte le combat par décision aux points partagés,,. Le 5 décembre 2020, il affronte l'Américain Danny García à Arlington, au Texas, et remporte le combat par décision unanime,,. Le 16 avril 2022, il affronte le Cubain Yordenis Ugás à Arlington, au Texas, et remporte le combat par KO technique,.
Le 29 juillet 2023, lors d'un combat pour toutes les ceintures majeures des poids welters, Errol Spence Jr. affronte son compatriote Terence Crawford à la T-Mobile Arena de Las Vegas devant une foule de 19 900 spectateurs dont plusieurs légendes de la boxe comme Manny Pacquiao, Floyd Mayweather, Jr. et Mike Tyson,. Dès la deuxième reprise, Spence Jr. est envoyé au tapis pour la première fois de sa carrière. Visage rougi avant le début du cinquième round, le Texan va deux nouvelles fois au sol dans la septième reprise et évite de peu d'y retourner dans la suivante. Il s'incline finalement dans la neuvième reprise par arrêt de l'arbitre, mettant fin à une totale domination de Crawford.

## Vie personnelle
Errol Spence Jr. est d'origine jamaïcaine par son père et d'origine afro-américaine par sa mère. Il est né à Long Island, dans l'État de New York, mais a passé la majeure partie de sa vie à Dallas, au Texas. Il est le père de deux filles et d'un fils.
Le 10 octobre 2019, Errol Spence Jr. est impliqué dans un accident à 2 h 53 du matin dans sa ville natale de Dallas, au Texas. Il est par la suite hospitalisé dans l'unité de soins intensifs. Selon la police de Dallas, la Ferrari 488 Pista Spider d'Errol Spence Jr. « roulait à une vitesse élevée » et a ensuite « viré à gauche par-dessus le terre-plein central sur les voies en direction du sud et a fait plusieurs tonneaux, éjectant le conducteur, qui ne portait pas de ceinture de sécurité ». Errol Spence Jr. a subi des lacérations faciales, mais aucune fracture. Il avait bu de l'alcool plus tôt dans la nuit. Il est sorti de l'hôpital six jours plus tard et a été accusé de conduite en état d'ivresse, un délit de classe B d'après le département de police de Dallas. Errol Spence Jr. a évité la prison et a été mis en liberté conditionnelle,.

## Palmarès professionnel
| 29 combats      | 28 victoires | 1 défaites |
| Avant la limite | 22           | 1          |
| Sur décision    | 6            | 0          |

| Décision possible : KO • TKO (KO technique) • UD (décision aux points unanime) • MD (décision aux points majoritaire) • SD (décision aux points partagée) • D (match nul) • NC (sans décision) • RTD (abandon) |        |                         |      |         |                   |                                        |                                                                                            |
| Résultat | Record | Adversaire              | Type | Round   | Date              | Lieu                                   | Notes                                                                                      |
| Défaite | 28-1   | Terence Crawford        | TKO  | 9 (12)  | 29 juillet 2023   | Paradise, Nevada, États-Unis           | Titres WBA (Super), IBF, WBC, WBO et The Ring des poids welters en jeu.                    |
| Victoire | 28-0   | Yordenis Ugás           | TKO  | 10 (12) | 16 avril 2022     | Arlington, Texas, États-Unis           | Conserve les titres IBF et WBC des poids welters. Remporte le titre WBA des poids welters. |
| Victoire | 27-0   | Danny García            | UD   | 12      | 5 décembre 2020   | Arlington, Texas, États-Unis           | Conserve les titres IBF et WBC des poids welters.                                          |
| Victoire | 26-0   | Shawn Porter            | SD   | 12      | 28 septembre 2019 | Los Angeles, Californie, États-Unis    | Conserve le titre IBF des poids welters. Remporte le titre WBC des poids welters.          |
| Victoire | 25-0   | Mikey García            | UD   | 12      | 16 mars 2019      | Arlington, Texas, États-Unis           | Conserve le titre IBF des poids welters.                                                   |
| Victoire | 24-0   | Carlos Ocampo           | KO   | 1 (12)  | 16 juin 2018      | Frisco, Texas, États-Unis              | Conserve le titre IBF des poids welters.                                                   |
| Victoire | 23-0   | Lamont Peterson         | RTD  | 7 (12)  | 20 janvier 2018   | New York, État de New York, États-Unis | Conserve le titre IBF des poids welters.                                                   |
| Victoire | 22-0   | Kell Brook              | KO   | 11 (12) | 27 mai 2017       | Sheffield, Angleterre                  | Remporte le titre IBF des poids welters.                                                   |
| Victoire | 21-0   | Leonard Bundu           | KO   | 6 (12)  | 21 août 2016      | New York, État de New York, États-Unis |                                                                                            |
| Victoire | 20-0   | Chris Algieri           | TKO  | 5 (10)  | 16 avril 2016     | New York, État de New York, États-Unis |                                                                                            |
| Victoire | 19-0   | Alejandro Barrera       | TKO  | 5 (12)  | 28 novembre 2015  | Dallas, Texas, États-Unis              |                                                                                            |
| Victoire | 18-0   | Chris van Heerden       | TKO  | 8 (10)  | 11 septembre 2015 | Toronto, Ontario, Canada               |                                                                                            |
| Victoire | 17-0   | Phil Lo Greco           | TKO  | 3 (10)  | 20 juin 2015      | Paradise, Nevada, États-Unis           |                                                                                            |
| Victoire | 16-0   | Samuel Vargas           | TKO  | 4 (10)  | 11 avril 2015     | New York, État de New York, États-Unis |                                                                                            |
| Victoire | 15-0   | Francisco Javier Castro | TKO  | 5 (8)   | 13 décembre 2014  | Paradise, Nevada, États-Unis           |                                                                                            |
| Victoire | 14-0   | Noe Bolanos             | RTD  | 2 (8)   | 11 septembre 2014 | Paradise, Nevada, États-Unis           |                                                                                            |
| Victoire | 13-0   | Ronald Cruz             | UD   | 10      | 27 juin 2014      | Paradise, Nevada, États-Unis           |                                                                                            |
| Victoire | 12-0   | Raymond Charles         | TKO  | 1 (10)  | 18 avril 2014     | San Antonio, Texas, États-Unis         |                                                                                            |
| Victoire | 11-0   | Peter Olouch            | KO   | 4 (8)   | 10 février 2014   | San Antonio, Texas, États-Unis         |                                                                                            |
| Victoire | 10-0   | Gerardo Cuevas          | RTD  | 1 (8)   | 13 décembre 2013  | Indio, Californie, États-Unis          |                                                                                            |
| Victoire | 9-0    | Emmanuel Lartie Lartey  | UD   | 8       | 14 octobre 2013   | Sunrise, Floride, États-Unis           |                                                                                            |
| Victoire | 8-0    | Jesus Tavera            | TKO  | 1 (8)   | 12 septembre 2013 | Paradise, Nevada, États-Unis           |                                                                                            |
| Victoire | 7-0    | Eddie Cordova           | KO   | 1 (6)   | 20 juillet 2013   | Indio, Californie, États-Unis          |                                                                                            |
| Victoire | 6-0    | Guillermo Ibarra        | KO   | 1 (6)   | 1er juin 2013     | Sunrise, Floride, États-Unis           |                                                                                            |
| Victoire | 5-0    | Brandon Hoskins         | TKO  | 1 (6)   | 3 mai 2013        | Paradise, Nevada, États-Unis           |                                                                                            |
| Victoire | 4-0    | Luis Torres             | UD   | 4       | 2 mars 2013       | San Antonio, Texas, États-Unis         |                                                                                            |
| Victoire | 3-0    | Nathan Butcher          | TKO  | 1 (4)   | 26 janvier 2013   | Paradise, Nevada, États-Unis           |                                                                                            |
| Victoire | 2-0    | Richard Andrews         | TKO  | 3 (4)   | 15 décembre 2012  | Los Angeles, Californie, États-Unis    |                                                                                            |
| Victoire | 1-0    | Jonathan García         | KO   | 3 (4)   | 9 novembre 2012   | Indio, Californie, États-Unis          |                                                                                            |

## Pay-per-view
| N° | Date              | Combat                             | Achats    | Chaîne     | Recette       |
| -- | ----------------- | ---------------------------------- | --------- | ---------- | ------------- |
| 1  | 16 mars 2019      | Errol Spence Jr. vs. Mikey García  | 360 000   | Fox Sports | 30 000 000 $  |
| 2  | 28 septembre 2019 | Errol Spence Jr. vs. Shawn Porter  | 350 000   | Fox Sports | 26 250 000 $  |
| 3  | 5 décembre 2020   | Errol Spence Jr. vs. Danny García  | 250 000   | Fox Sports | 18 750 000 $  |
| 4  | 16 avril 2022     | Errol Spence Jr. vs. Yordenis Ugás | 250 000   | Showtime   | 32 125 000 $  |
|    | Total             | Total                              | 1 335 000 |            | 107 125 000 $ |